# Georges Sartoris
Pour les articles homonymes, voir Sartoris.
Georges Sartoris (ou Sartonis), né le 26 janvier 1835 à Bourbon-Vendée (aujourd'hui La Roche-sur-Yon) et mort le 1er mars 1920 dans la même commune, est un peintre français.

## Biographie
Georges Sartoris naît le 26 janvier 1835 à Bourbon-Vendée,.
Fils d'un professeur de dessin de la ville qui lança les frères Baudry, Alasonnière et Maindron, il montre très rapidement ses dons de dessinateur.
Il épouse la sœur du peintre Paul Baudry et de l'architecte Ambroise Baudry. Son œuvre est faite de scènes de genre et de sujets animaliers.
Le musée de Poitiers conserve de lui un St Sébastien, et celui de la Roche-sur-Yon, une Étude de cheval.
Georges Sartoris meurt le 1er mars 1920 dans sa commune natale,.

## Hommage
Une impasse est nommée en son honneur à La Roche-sur-Yon.